# Мішикот (містечко, Вісконсин)
Мішикот (англ. Mishicot) — місто (англ. town) в США, в окрузі Манітовок штату Вісконсин. Населення — 1327 осіб (2020).

## Демографія
Згідно з переписом 2010 року, у місті мешкало 1289 осіб у 487 домогосподарствах у складі 376 родин. Було 520 помешкань
Расовий склад населення:
| - 98,9 % — білих - 0,1 % — корінних американців |

До двох чи більше рас належало 0,5 %. Частка іспаномовних становила 1,2 % від усіх жителів.
За віковим діапазоном населення розподілялося таким чином: 23,9 % — особи молодші 18 років, 65,7 % — особи у віці 18—64 років, 10,4 % — особи у віці 65 років та старші. Медіана віку мешканця становила 43,7 року. На 100 осіб жіночої статі у місті припадало 114,5 чоловіків;  на 100 жінок у віці від 18 років та старших — 117,0 чоловіків також старших 18 років.
Середній дохід на одне домашнє господарство  становив 68 650 доларів США (медіана — 59 844), а середній дохід на одну сім'ю — 74 952 долари (медіана — 68 580). Медіана доходів становила 43 750 доларів для чоловіків та 39 250 доларів для жінок. За межею бідності перебувало 7,2 % осіб, у тому числі 7,4 % дітей у віці до 18 років та 3,6 % осіб у віці 65 років та старших.
Цивільне працевлаштоване населення становило 727 осіб. Основні галузі зайнятості: виробництво — 24,9 %, освіта, охорона здоров'я та соціальна допомога — 16,9 %, сільське господарство, лісництво, риболовля — 12,0 %, роздрібна торгівля — 10,0 %.